# Liste der Komponisten/V

## Va
- Giovanni Battista Vacchelli (1620–1667)
- Fabio Vacchi (* 1949)
- Pierre Vachon (1738–1803)
- Dalibor Vačkář (1906–1984)
- Tomáš Vačkář (1945–1963)
- Peeter Vähi (* 1955)
- Moisei Vainberg (1919–1996)
- Edgar Valcárcel Arze (1932–2010)
- Enríquez de Valderrábano (1500–1556)
- Jacobus Vaet (1529–1567)
- Ján Valach (1925–2019)
- Fartein Valen (1887–1952)
- Antonio María Valencia (1902–1952)
- Antonio Valente (1530–1585)
- John Valentine (1730–1791)
- Robert Valentine (um 1680 bis um 1735)
- Giuseppe Valentini (1681–1753)
- Giovanni Valentini (1582/1583–1649)
- Giovanni Valentini (um 1750–1804)
- Gaetano Valeri (1760–1822)
- Adriaen Valerius (1575–1625)
- Fulgenzio Valesi (um 1565 bis nach 1614)
- Jacinto Valledor (1744–1809)
- Jean Vallerand (1915–1994)
- Nicolas Vallet (um 1583 bis nach 1642)
- Francesco Antonio Vallotti (1697–1780)
- Francesc Valls (1665/1671?–1747)
- Lazaro Valvasensi (1585–1661)
- Zeno Vancea (1900–1990)
- Amand Vanderhagen (1753–1822)
- Antonio Vandini (um 1690–1770)
- Johann Baptist Vanhal (1739–1813)
- Pieter van Maldere (1729–1768)
- Jules Van Nuffel (1883–1953)
- Elia Vannini (1644–1709)
- René Vanstreels (1925–2010)
- Česlav Vaňura (1693–1735)
- José Vaquedano (um 1642–1711)
- Sean Varah (* 1968)
- Edgar Varèse (1883–1965)
- Marios Varvoglis (1885–1967)
- Peteris Vasks (* 1946)
- Juan Vásquez (~1500−~1560)
- Ralph Vaughan Williams (1872–1958)

## Ve
- Lorenzo Vecchi (vor 1565–1628)
- Orazio Vecchi (1550–1605)
- Jean Veillot (1611–1662)
- Wenzel Heinrich Veit (1806–1864)
- Michelangelo Vella (1710–1792)
- Pierre Vellones (1889–1939)
- Gaetano Veneziano (1656–1716)
- Giovanni Veneziano (1683–1742)
- Luis Venegas de Henestrosa (um 1510 bis um 1557)
- Girolamo Venier (1707–1779)
- Mattia Vento (um 1735–1776)
- Stefano Venturi del Nibbio (vor 1592 bis nach 1600)
- Francesco Venturini (?–1745)
- Francesco Maria Veracini (1690–1768)
- Antonio Veracini (1659–1733)
- Theo Verbey (1959–2019)
- Jean Verbonet (um 1500)
- Carl Verbraeken (* 1950)
- Giuseppe Verdi (1813–1901)
- Pierre Verdier (1620–1697)
- Pietro Verdina (um 1590–1643)
- Cornelis Verdonck (1563–1625)
- Klemens Vereno (* 1957)
- Sándor Veress (1907–1992)
- Theodoor Verhey (1848–1929)
- Johannes Verhulst (1816–1891)
- Hilaire Verloge, genannt Alarius (um 1684–1734)
- Hans Vermeersch (* 1957)
- Matthijs Vermeulen (1888–1967)
- Raoul de Verneuil (1899–1975)
- Jan Baptist Verrijt (um 1600–1650)
- Simone Vesi (um 1600 bis um 1660)
- Arno Vetterling (1903–1963)

## Vi
- Lodovico Grossi da Viadana (um 1560–1626)
- Giacomo Moro da Viadana (um 1560–1610)
- José Vianna da Motta (1868–1948)
- Pauline Viardot-García (1821–1910)
- Nicola Vicentino (1511–1576)
- Tomás Luis de Victoria (1548–1611)
- Francisco Pulgar Vidal (1929–2012)
- Paul Vidal (1863–1931)
- Johann Vierdanck (um 1605–1646)
- Georg Vierling (1820–1901)
- Johann Gottfried Vierling (1750–1813)
- Louis Vierne (1870–1937)
- Anatol Vieru (1926–1998)
- Henri Vieuxtemps (1820–1881)
- Heitor Villa-Lobos (1887–1959)
- Felipe Villanueva (1862–1893)
- Pierre Villette (1926–1998)
- Benedetto Vinaccesi (1666–1719)
- Ezequiel Viñao (* 1960)
- Antonius De Vinea (?–1516)
- William Viner (?–1716)
- William Litton Viner (1790–1867)
- Giovanni Battista Viotti (1755–1824)
- Antonio Domenico Viraldini (1705–1741)
- Paolo Virchi (1551–1610)
- Sebastian Virdung (~1465-nach 1511)
- Humberto Viscarra Monje (1898–1971)
- János Viski (1906–1961)
- Robert de Visée (1680–1732)
- Jan August Vitásek (1770–1839)
- Angelo Vitali (um 1640–1682)
- Filippo Vitali (1590–1653)
- Giovanni Battista Vitali (1632–1692)
- Tomaso Antonio Vitali (1663–1745)
- Sergio Vitier (1948–2016)
- Jāzeps Vītols (1863–1948)
- Philippe de Vitry (1291–1361)
- Franco Vittadini (1884–1948)
- Loreto Vittori (1604–1670)
- Ignaz Vitzthumb (1724–1816)
- Antonio Vivaldi (1678–1741)
- Amadeo Vives (1871–1932)
- Antonio Maria Viviani (~1630–1685)
- Giovanni Buonaventura Viviani (1638–1692)
- Claude Vivier (1948–1983)

## Vl
- Pančo Vladigerov (1899–1978)
- Johannes Vleugels (1899–1978)
- Jan van Vlijmen (1935–2004)

## Vo
- Josef Vockner (1842–1906)
- Samuel Voelckel (um 1560 bis nach 1613)
- Wladimir Rudolfowitsch Vogel (1896–1984)
- Willi Vogl (* 1961)
- Hans Vogt (1909–1978)
- Hans Vogt (1911–1992)
- Jean Vogt (1823–1888)
- Martin Vogt (1781–1854)
- Kevin Volans (* 1949)
- Robert Volkmann (1815–1883)
- Tobias Volckmar (1678–1756)
- Robert Vollstedt (1854–1919)
- Johann Georg Vollweiler(1770–1847)
- Giovanni Battista Volpe (1620–1692)
- Jean-Baptiste Volumier (um 1670–1728)
- Gottfried Vopelius (1645–1715)
- Laurent de Vos (1533–1580)
- Alexander Voormolen (1895–1980)
- Václav Vodička (um 1715–1774)
- Jan Václav Voříšek (1791–1825)
- Charles Voss (1815–1882)

## Vr
- Jan Vriend (* 1938)
- Klaas de Vries (* 1944)
- Victor Vreuls (1876–1944)

## Vu
- Vojislav Vučković (1910–1942)